# Madra (región)

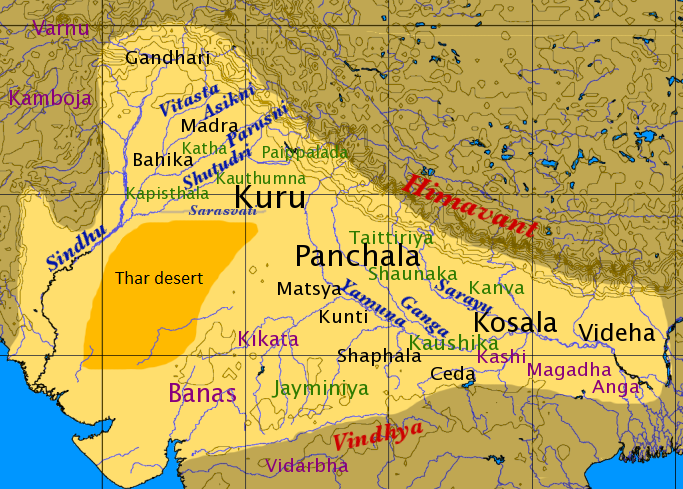
Mapa de Aryavarta

Madra es el nombre de una antigua región y sus habitantes, situada en la división noroeste del antiguo subcontinente indio. Se cree que los límites del reino se extendieron desde Siria y partes de Mesopotamia (posiblemente hasta el oeste de Irak (Al Anbar) hasta nuestros días. Algo de apoyo a esta creencia se encuentra dentro de la antigua epopeya, el Mahabharata que describe a los ejércitos del Reino de Madra liderados por el rey Shalya, marchando desde la antigua Siria hasta lo que hoy se conocería como Haryana.
Los Madra son numerosas referenciados en la antigua literatura sánscrita y pali y algunos trabajos académicos los referencian como parte del grupo Kshatriya durante la época del Mahabharata (el Período védico).
Trabajos académicos recientes referencian al reino madra existente durante al menos dos mil años y sitúan su hogar entre los ríos Ravi y Chenab de la región de Punjab. El Reino de Madra fue fundado por Madra que era el hijo de Shibi en Treta Yuga.